# Neofilchneria uncata
Neofilchneria uncata är en bäcksländeart som först beskrevs av Douglas E. Kimmins 1947.  Neofilchneria uncata ingår i släktet Neofilchneria och familjen rovbäcksländor. Inga underarter finns listade i Catalogue of Life.